# ガロア圏
ガロア圏（ガロアけん、Galois category）とは古典ガロア理論が展開される、いくつかの公理を満たす圏である。元来古典ガロア理論および位相幾何学における基本群の理論の類似点が指摘されていたが、アレクサンドル・グロタンディークがガロア理論の成り立つ公理系を明言し、一般的なガロア圏の理論を構成した。古典ガロア理論および基本群の理論はこの理論の基本的な例になる。この理論はグロタンディークのガロア理論と呼ばれることもある。

## ガロア圏成立の経緯
グロタンディークのガロア理論、ガロア圏は、体のガロア理論の抽象的なアプローチであり、1960年頃に開発され、代数幾何学の設定おいて代数トポロジー(algebraic topology)の基本群の研究方法をもたらした。体論の古典的設定の中で、1930年代頃から標準的となっている線型代数を基礎としたエミール・アルティン(Emil Artin)の理論に代わる見方をもたらした。
アレクサンドル・グロタンディーク(Alexander Grothendieck)のアプローチは、固定された射有限群 G に対して有限 G-集合の圏を特徴付ける圏論的性質に関係している。例えば、G として  と表記される群が考えられる。この群は巡回加法群 Z/nZ の逆極限である。あるいは同じことであるが、有限指数の部分群の位相に対する無限巡回群の完備化である。すると、有限 G-集合は G が商有限巡回群を通して作用している有限集合 X であり、X の置換を与えると特定することができる。
上の例では、古典的なガロア理論との関係は、 を任意の有限体 F 上の代数的閉包 F の射有限ガロア群 Gal(F/F) と見なすことである。すなわち、F を固定する F の自己同型は、 F 上の大きな有限分解体をとるように、逆極限により記述される。幾何学との関係は、原点を取り除いた複素平面内の単位円板の被覆空間として見なすことができる。複素変数 z と考えると、円板の zn 写像により実現される有限被覆は、穴あき円板の基本群の部分群 n.Z に対応する。
SGA1で出版されたグロタンディークの理論は、どのようにして G-集合の圏をファイバー函手(fibre functor) Φ から再構成するかが示されている。ファイバー函手は、幾何学的な設定では、（集合として）固定されたベースポイント上の被覆のファイバーを持つ。実際、タイプ
G ≅ Aut(Φ)
として証明された同型が存在する。右辺は、Φ の自己同型群（自己自然変換）である。集合の圏への函手をもつ圏の抽象的な分類は、射有限な G に対する G-集合の圏を認識することによって与えられる。
どのようにしてこれを体の場合に適用するかを知るには、体のテンソル積を研究する必要がある。トポスの理論の中の体のテンソル積は、原子的トポス(atomic topos)の理論の全体となる。

## 定義
Cを圏、FをCから有限集合の圏(Sets)への共変関手とし、次の公理を満たしているときCをガロア圏とよぶ。
1. Cは終対象を持ち、C内である対象上の2つの対象のファイバー積が存在する。
2. Cは有限和が存在する。とりわけ始対象を持つ。
3. 任意の射u:X→Yはs:X→Zおよびt:Z→Yと一意に分解でき、sは全射、tは単射とできる。
4. Fは左完全である。
5. Fは有限和と可換である。Fは全射を全射に移す。および群による商と可換F(X/G)=F(X)/G。
6. C内の射u:X→Yに対しF(u)が同型ならばuも同型である。

このときガロア圏の上で有限群の射影極限である位相群πが構成され、圏Cとπが連続に作用する有限集合の圏C(π)との同値が証明される。

## その他の話題
知られているすべてのガロア理論がガロア圏の言葉で表現できるわけではない。微分体のガロア理論であるピカール・ヴェシオ理論はガロア圏上では展開できない。それらのためにグロタンディークによる淡中圏の理論が構成されている。